# Сіпріан Кацаріс
Сіпріан Кацаріс (фр. Cyprien Katsaris, грец. Κυπριανός Κατσαρής; 5 травня 1951 , Марсель ) — франко-кіпрський піаніст-віртуоз, музичний педагог і композитор. Він відомий своїм вишуканим звучанням, бездоганним володінням голосоведенням і майже невимушеним фізичним контролем техніки.

## Біографія
Кацаріс народився в Марселі, Франція. Він почав грати на піаніно, коли йому було чотири роки, у Камеруні, де він виріс. Його першою вчителькою була Марі-Габріель Луверс.
Кацаріс вивчав фортепіано в Паризькій консерваторії у Аліне ван Баренцен (учениця Елі Міріама Делаборда, сина Шарля Валентена Алькана) і Монік де ла Брухоллері (учениця Еміля фон Зауера, який був учнем Ференца Ліста). Невеликий час він навчався у Дьордя Цифра. У 1969 році Кацаріс отримав першу премію консерваторії по фортепіано. Окрім гри на фортепіано, Кацаріс вивчав камерну музику у Рене Леруа та Жана Юбо, за що він отримав першу премію в 1970 році.
Сіпріан Кацаріс дав свій перший публічний концерт у Парижі, в Театрі Єлисейських полів 8 травня 1966 року. Він виконав «Угорську фантазію» Ліста з симфонічним оркестром Іль-де-Франс під керівництвом Рене-П'єра Шуто. Відтоді він часто виступає з багатьма оркестрами та диригентами.
Кацаріс став другим музикантом, який записав всі транскрипції Ліста дев'яти симфоній Бетховена після Іділь Бірет. Він також записав музику Моцарта, Шопена, Гріга та інших композиторів, у тому числі рідкісну фортепіанну версію «Пісні про Землю» Густава Малера з Бріґітте Фассбендер і Томасом Мозером.
У 2001 році Кацаріс створив власний лейбл звукозапису «Piano 21».
У 2019 році Сіпріан Кацаріс відвідав Україну, виступивши на відкритті V міжнародного фестивалю класичної музики «Odessa Classics» в Одесі.

## Нагороди
- 1970: Премія Фонду Альбера Русселя (Париж)
- 1972: Лауреат Міжнародного музичного конкурсу королеви Єлизавети в Бельгії[9][10]
- 1972: Премія Фонду Алекса де Фріза (Антверпен)
- 1974: Перша премія на Міжнародному конкурсі Цифра (Версаль)
- 1977: Міжнародна трибуна молодих перекладачів — ЮНЕСКО (Братислава)
- 1997: Артист ЮНЕСКО в ім'я миру[11]
- 2000: кавалер Ордена Мистецтв та літератури (Франція)[12]
- 2001: Médaille Vermeil de la Ville de Paris
- 2009: Командор Ордена за заслуги Великого Герцогства Люксембургу
- 2011: Премія Неміцаса[13] (Кіпр)